# Lijst van rollen van Wizards of Waverly Place
Dit is de lijst met rollen van de serie Wizards of Waverly Place.

## Rolbezetting
| Acteur               | Rol           | Speeltijd |
| -------------------- | ------------- | --------- |
| Selena Gomez         | Alex Russo    | 2007-2013 |
| David Henrie         | Justin Russo  | 2007-2013 |
| Jake T. Austin       | Max Russo     | 2007-2013 |
| David DeLuise        | Jerry Russo   | 2007-2013 |
| Maria Canals Barrera | Theresa Russo | 2007-2013 |
| Jennifer Stone       | Harper Evans  | 2007-2013 |

### Gastrollen
| Heather Trzyna  | -                             | Wayne Federman | Mr. Laritate |
| Bryant Johnson  | Matt                          |                |              |
| Jack Plotnick   | Pocket Elf                    |                |              |
| Daryl Sabara    | T.J. Taylor                   |                |              |
| Kelsey Sanders  | -                             | Jim Wise       | Mr. Malone   |
| Malese Jow      | Ruby Donahue                  |                |              |
| Candace Brown   | Genie                         |                |              |
| Octavia Spencer | Dr. Evilini                   |                |              |
| Ian Abercrombie | Headmaster Crumbs             |                |              |
| Sara Paxton     | Millie                        |                |              |
| Juila Duffy     | Ms. Angela                    |                |              |
| Amanda Tepe     | Amanda                        |                |              |
| Skyler Samuels  | Gertrude "Gigi" Hollingsworth |                |              |
| Lucy Hale       | Miranda Hampson               |                |              |
| Paulie Litt     | Frankie                       |                |              |
| Brian Kubach    | Riley                         |                |              |
| Gregg Sulkin    | Mason                         |                |              |
| Daniel Samonas  | Dean                          |                |              |
| Dwayne Johnson  | Dwayne Johnson                |                |              |
| Bridgit Mendler | Juliet van Heusen             |                |              |
| Moises Arias    | Geweten                       |                |              |